# Христо Бояджиев (художник)
Вижте пояснителната страница за други личности с името Христо Бояджиев.
Христо Йорданов Бояджиев е български живописец.

## Биография
Роден е на 26 март 1912 година в ловешкото село Лешница, тогава част от Област Плевен. През 1930 година постъпва като студент в Художествената академия в София. Преди да кандидатства в учебното заведение се подготвя при Андрей Николов и Цено Тодоров. През 1935 година завършва с отличие академията, в класа по „Живопис“ на Борис Митов.
След дипломирането си, има възможност да проведе специализация в Италия. Предложено му е асистентско място в Художествената академия. Отказва двете предложения поради семейни причини, които го принуждават да се завърне в Плевен. Работи като преподавател в училища.
Изявява се в портретния жанр. Негови картини са „Глава на старец“, „Мъж с бомбе“, „Глава на циганин“, „Глава на циганка“, „Портрет на Владимир Кавалджиев“ и „Момиче в златна охра“. Участва в изписването на панорамното платно на параклиса-мавзолей „Свети Георги Победоносец“ в Плевен.
Негови произведения са притежание на Националната художествена галерия, плевенската Художествена галерия „Илия Бешков“ и на частни колекции.
Награден е с ордените „Кирил и Методий“ (1973 – втора степен, 1977 – първа степен) и „Червено знаме“ (1978). През 2007 година е обявен за почетен гражданин на Плевен. От 2010 година Плевенската гимназия по облекло и текстил носи неговото име. Членува в Съюза на българските художници.
Умира на 10 февруари 2001 година в Плевен. Има син и дъщеря. Негова дъщеря е Анна Бояджиева-Хинкова и син - Огнян Христов Бояджиев. Негов внук по линия на дъщеря му, е художника Димитър Хинков.